# Jason Mraz
Jason Thomas Mraz (* 23. červen 1977 Mechanicsville, Virginie) je americký zpěvák a skladatel českého původu. Narodil se a vyrůstal v Mechanicsville v americkém státě Virginie. Mezi jeho styly patří reggae, pop, rock, folk, jazz, a hip hop.
Své debutové album Waiting for My Rocket to Come vydal v roce 2002, ale teprve vydáním svého druhého alba, Mr. A-Z dosáhl komerčního úspěchu. Album se dostalo na pátou příčku v Billboard Hot 200 a jen v USA bylo prodáno přes sto tisíc jeho kopií. V roce 2008 vydal Mraz své třetí studiové album We Sing. We Dance. We Steal Things. se kterým se ihned dostal na číslo tři v Billboard 200 a které bylo úspěšné po celém světě a dosáhlo do první desítky v mnoha mezinárodních žebříčcích.
Mrazův mezinárodní úspěch přišel s vydáním prvního singlu z We Sing. We Dance. We Steal Things., který má název "I'm Yours". Píseň dosáhla na číslo šest v Billboard Hot 100, a tím se stala Mrazovou první v Top deset. V USA měla píseň obrovský komerční úspěch a stala se třikrát platinovou (za prodej více než tří milionů kusů). Tato píseň byla úspěšná i v mezinárodním měřítku. Na vrchol žebříčků se dostala na Novém Zélandu i v Norsku a první desítku pokořila v mnoha mezinárodních hitparádách.

## Biografie
Po svém dědečkovi, který odešel do Spojených států z Rakouska-Uherska v roce 1915, je Mraz českého původu. Odtud taky pochází jeho česky znějící příjmení.
Než odešel do San Diega, navštěvoval Americkou hudební a dramatickou akademii v New Yorku, kde studoval obor muzikál.
Mraz také vlastní avokádovou biofarmu blízko Fallbrooku.

## Hudební kariéra

### Waiting For My Rocket to Come
V roce 2002 Mraz vydal svoje první debutové album, Waiting for My Rocket to Come. Album bylo poměrně úspěšné (dosáhlo pětapadesáté příčky v Billboard Hot 200 a číslo dvě na žebříčku Heatseekers). Titulní píseň z alba, "The Remedy (I Won't Worry)" byla přepsána hudebním produkčním týmem Matrixu a byl to první Mrazuv úspěch v top dvacet (dostal se na patnáctou pozici).

### Mr. A-Za turné
V březnu 2003 dělal Mraz předskokana Tracy Chapman při jejím vystoupení v Londýně. V červenci 2005 zahajoval pro Alanis Morissette během její Jagged Little Pill akustické tour.
26. července 2005 byla vydána jeho druhá deska Mr. A-Z. Vstoupila do Billboard 200 na 5. místě. V prosinci album získalo nominaci na ceny Grammy Award ze nejlepší kompozici, když byl jeho producent Steve Lillywhite nominován na producenta roku. Mrazuv přítel a bývalý spolubydlící Billy "Bushwalla" Galewood rovněž spolupracoval na albu, a je spoluautorem písně "Curbside Prophet" a třetího singlu z alba, písně "I'll Do Anything".
Mraz začal své dlouhodobé turné k desce Mr. A-Z na San Diego Music Awards 12. září. Turné uvedli svými vystoupeními například Bushwalla a Tristan Prettyman, se kterou v roce 2002 společně napsal duet "Shy That Way". V listopadu 2005 zahajoval Mraz pro Rolling Stones, což si zopakoval během jejich celosvětového turné ještě čtyřikrát. V roce 2005 byl Mraz také jedním ze zpěváků, kteří účinkovali na podzim v inzertní kampani pro The Gap (prodejce oděvů) s názvem "Favorites". Hudební tematická kampaň také uvedla mimo jiné zpěváky Tristan Prettyman, Michelle Branch, Joss Stone, Keith Urban, Alanis Morissette, Brandon Boyd a Michelle Williamsová. V prosinci 2005 Mraz představil první část z jeho nově přicházejícího podcastu.

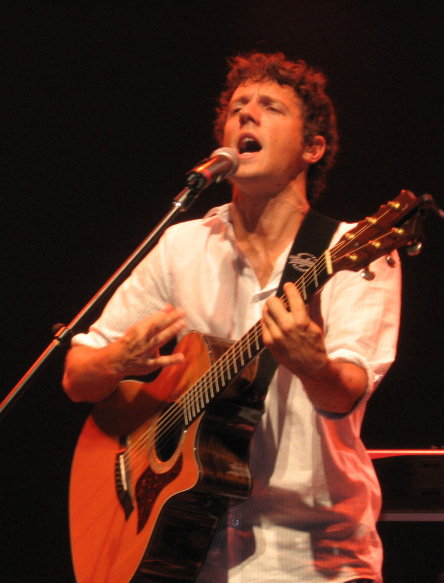
Jason Mraz účinkuje v Foxwoods Resort Casino v Ledyard, Connecticut 17. května 2006.

V březnu 2006 Mraz provedl první vyprodané představení v Singapuru s Toca Rivera jako součást výročí Mosaic Music Festival. V květnu 2006 měl Mraz turné většinou v malých prostorách a na hudebních festivalech v USA, s několika písněmi se ukazuje i ve Velké Británii a Irsku. 6. května 2006 vystoupil na akustické show s P.O.D., Better Than Ezra, Live a The Presidents of the United States of America. Mraz byl uveden jako hlavní host v St. Louis's na výročí Fair St. Louis.
V prosinci 2006 vydává album Selections for Friends, které bylo volně ke stažení na internetu.
Rok 2007 začal Mráz se singlem "The Beauty in Ugly" vycházející z Mrazovi dřívější písně "Plain Jane", kterou přepsal pro televizi ABC (pro seriál Ošklivka Betty).

### We Sing. We Dance. We Steal Things.
13. května 2008 vyšlo Mrazovi třetí album s názvem We Sing. We Dance. We Steal Things a hned se dostalo na třetí pozici mezi nejprodávanejšími deskami a stalo se tak Mrazovým nejúspěšnějším albem. Následujíce úspěch písně I'm Yours, album se dostalo do top deset v mnoha zemích celého světa.
Mraz a jeho píseň I'm Yours byli v roce 2009 nominováni na ceny Grammy jako Píseň roku a Nejlepší mužský popový výkon. I album samotné bylo nominováno na Grammy (za nejlepší aranžmá). V roce 2010 pak obdržel dvě ceny Grammy za skladbu Make It Mine v kategorii Nejlepší mužský popový výkon a za duet Lucky (který se natáčel i v Praze) se zpěvačkou Colbie Caillat v kategorii Nejlepší popová spolupráce s vokály.

## Diskografie
Studiová alba
- Waiting for My Rocket to Come (2002)
- Mr. A–Z (2005)
- We Sing. We Dance. We Steal Things. (2008)
- Love Is a Four Letter Word (2012)
- Yes! (2014)
- Know (2018)

Živá alba
- Live at Java Joe's (2001)
- Tonight, Not Again: Jason Mraz Live at the Eagles Ballroom (2004)
- Selections for Friends - Live from: Schubas Tavern, Chicago, Montalvo Winery, Saratoga California (2007)
- Jason Mraz's Beautiful Mess - Live from Earth (2009)